# Campionati africani di atletica leggera 2014 - Lancio del martello maschile
Il concorso del lancio del giavellotto maschile ai Campionati africani di atletica leggera di Marrakech 2014 si è svolto il 13 agosto 2014 allo Stade de Marrakech in Marocco.

## Risultati
| Class   | Atleta           | Nazione    | #1    | #2    | #3    | #4    | #5    | #6    | Risultato | Note                  |
| ------- | ---------------- | ---------- | ----- | ----- | ----- | ----- | ----- | ----- | --------- | --------------------- |
| Oro     | Mostafa El Gamel | Egitto     | 79.09 | x     | 77.60 | 77.88 | 77.30 | 78.05 | 79.09     | Record dei campionati |
| Argento | Chris Harmse     | Sudafrica  | 72.18 | 69.96 | 70.09 | 72.14 | 73.39 | 73.90 | 73.90     |                       |
| Bronzo  | Driss Barid      | Marocco    | 52.93 | 58.55 | x     | x     | 57.16 | 60.17 | 60.17     |                       |
| 4       | Biruk Abraham    | Etiopia    | 45.96 | x     | 46.12 | x     | x     | x     | 46.12     | Record nazionale      |
| 5       | Dean William     | Seychelles | 42.70 | 44.08 | x     | 44.90 | x     | 46.08 | 46.08     |                       |